# Global Domination (jeu vidéo, 1993)
Pour le jeu vidéo de 1998, voir Global Domination (jeu vidéo, 1998).
Global Domination est un jeu vidéo de type wargame développé et publié par Impressions Games en 1993 sur IBM PC et Amiga. Le joueur y dirige ses armées afin de conquérir le monde au cours de différents scénarios  se déroulant sur une carte du monde ou générée aléatoirement. Le jeu peut opposer deux joueurs ou un joueur contre l’ordinateur. L’affrontement prend place à deux échelles différentes. À l’échelle stratégique, les joueurs déplacent leurs armées sur de vastes portions de la carte. Lorsque deux armées adverses se rencontrent, le combat peut être résolu automatiquement ou être simuler à l’échelle tactique. Dans ce cas, les joueurs dirigent leurs troupes (infanterie, artillerie, aviation…)  sur le champ de bataille,,.

## Accueil
| Global Domination        |      |       |
| Média                    | Pays | Notes |
| Amiga Concept            | FR   | 72 %  |
| Amiga Format             | GB   | 77 %  |
| Amiga Power              | GB   | 67 %  |
| Amiga User International | GB   | 82 %  |
| Gen4                     | FR   | 63 %  |
| PC Gamer UK              | GB   | 69 %  |